# Lugus Planitia
La Lugus Planitia è una struttura geologica della superficie di Mercurio.